# Jules Berry
Jules Berry (9 de febrero de 1883-23 de abril de 1951) fue un actor teatral y cinematográfico de nacionalidad francesa.

## Biografía
Su verdadero nombre era Marie Louis Jules Paufichet y nació en Poitiers, Francia, en el seno de una familia de ferreteros. Criado en el Poitou, tenía dos hermanos, y la familia se instaló en París en 1888. Jules cursó estudios en el Liceo Louis-le-Grand y después se diplomó en la escuela de arquitectura de la Escuela de Bellas Artes (París).
Fue durante sus estudios que descubrió su atracción por el teatro. Tras una prueba, fue contratado por el Teatro Antoine para actuar en La Mort du duc d'Enghien, de Léon Hennique, y en Le Perroquet vert, de Arthur Schnitzler.
Más adelante también trabajó para el Teatro del Ambigu-Comique y el Théâtre de l'Athénée. Durante una gira por Lyon, fue descubierto por Jean-François Ponson, que le contrató para un período de doce años, en el Teatro Royal des Galeries de Bruselas. El público de la ciudad le dio una muy buena recepción, y él destacó con su actuación en Le Mariage de Mademoiselle Beulemans.
A partir de entonces actuó en una treintena de piezas de éxito, obras escritas por Marcel Achard, Alfred Savoir, Louis Verneuil y Roger Ferdinand. En 1911 se inició en el cine mudo actuando en Olivier Cromwell, de Henri Desfontaines, y su primer papel en el sonoro fue en el film Mon cœur et ses millions, junto a Suzy Prim. En total, a lo largo de su carrera actuó en 89 películas.
Entre sus mejores cintas figuran Le Crime de Monsieur Lange (de Jean Renoir), Les Visiteurs du soir (de Marcel Carné, con una admirable actuación como el diablo), Le jour se lève (también de Carné), Le Voyageur de la Toussaint (de Louis Daquin), Baccara (de Yves Mirande), 27 Rue de la Paix (de Richard Pottier) y L'Habit vert, de Roger Richebé.
Jules Berry fue la grandilocuencia, la extravagancia, el capricho, y Pierre Brasseur fue un digno sucesor suyo. Se le ha considerado uno de los mejores actores de la historia del cine francés.
Jules Berry mantuvo relaciones sentimentales con las actrices Jane Marken, Suzy Prim y Josseline Gaël. Con esta última tuvo una hija, Michelle, nacida en 1939. Jugador empedernido, gastaba sus ganancias en el casino y en las carreras de caballos.
Jules Berry falleció en abril de 1951, en el Hospital Broussais de París, a causa de un infarto agudo de miocardio. Fue enterrado en el Cementerio del Père-Lachaise de dicha ciudad.

## Filmografía
| - 1908 : Tirez, s'il vous plait, de Louis J. Gasnier - 1911 : Olivier Cromwell, de Henri Desfontaines - 1912 : Les Amis de la mort - 1912 : Le Secret du lac - 1913 : Shylock, le marchand de Venise, de Henri Desfontaines - 1928 : L'Argent, de Marcel L'Herbier - 1931 : Mon cœur et ses millions, de Modeste Arveyres - 1932 : Le Roi des palaces, de Carmine Gallone - 1932 : Quick, de Robert Siodmak - 1934 : Une femme chipée, de Pierre Colombier - 1934 : Arlette et ses papas, de Henry Roussell - 1934 : Un petit trou pas cher, de Pierre-Jean Ducis - 1935 : Jeunes Filles à marier de Jean Vallée - 1935 : Et moi, j'te dis qu'elle t'a fait de l'œil, de Jack Forrester - 1935 : Le Crime de Monsieur Lange, de Jean Renoir - 1935 : Touche à tout, de Jean Dréville - 1935 : Le Crime de Monsieur Pegotte, de Pierre-Jean Ducis - 1935 : Le Disque 413, de Richard Pottier - 1935 : Baccara, de Yves Mirande y Léonide Moguy - 1936 : 27 rue de la Paix, de Richard Pottier - 1936 : L'Homme à abattre, de Léon Mathot - 1936 : Une poule sur un mur, de Maurice Gleize - 1936 : Rigolboche, de Christian-Jaque - 1936 : Le Mort en fuite, de André Berthomieu - 1936 : Monsieur Personne, de Christian-Jaque - 1936 : Les Loups entre eux, de Léon Mathot - 1936 : La Bête aux sept manteaux, de Jean de Limur - 1936 : Aventure à Paris, de Marc Allégret - 1936 : Le Voleur de femmes, de Abel Gance - 1937 : Un déjeuner de soleil, de Marcel Cohen - 1937 : Les Rois du sport, de Pierre Colombier - 1937 : Rendez-vous aux Champs-Élysées, de Jacques Houssin - 1937 : Le Club des aristocrates, de Pierre Colombier - 1937 : L'Occident, de Henri Fescourt - 1937 : L'Habit vert, de Roger Richebé - 1937 : Les Deux Combinards, de Jacques Houssin - 1937 : Le Chemin de Rio, de Robert Siodmak - 1937 : Arsène Lupin détective, de Henri Diamant-Berger - 1937 : Balthazar, de Pierre Colombier - 1938 : Hercule, de Alexander Esway - 1938 : Son oncle de Normandie, de Jean Dréville - 1938 : L'Inconnue de Monte Carlo, de André Berthomieu - 1938 : Eusèbe député, de André Berthomieu - 1938 : Clodoche, de Raymond Lamy y Claude Orval - 1938 : Carrefour, de Curtis Bernhardt - 1938 : Café de Paris, de Georges Lacombe y Yves Mirande - 1938 : Mon père et mon papa, de Gaston Schoukens - 1938 : L'Avion de minuit, de Dimitri Kirsanoff | - 1938 : Accord final, de Ignacy Rosenkranz - 1939 : La Famille Duraton, de Christian Stengel - 1939 : Face au destin, de Henri Fescourt - 1939 : L'Embuscade, de Fernand Rivers - 1939 : Derrière la façade, de Yves Mirande y Georges Lacombe - 1939 : Cas de conscience, de Walter Kapps - 1939 : Le jour se lève, de Marcel Carné - 1940 : Retour au bonheur, de René Jayet - 1940 : L'Héritier des Mondésir, de Albert Valentin - 1940 : Chambre 13, de André Hugon - 1940 : L'An 40, de Yves Mirande - 1940 : La Troisième Dalle, de Michel Dulud - 1940 : Paris-New York, de Yves Mirande - 1940 : Soyez les bienvenus, de Jacques de Baroncelli - 1941 : Les Petits Riens, de Raymond Leboursier - 1941 : Parade en sept nuits, de Marc Allégret - 1942 : La Symphonie fantastique, de Christian-Jaque - 1942 : Les Visiteurs du soir, de Marcel Carné - 1942 : Le Grand Combat, de Bernard Roland - 1942 : Le Camion blanc, de Léo Joannon - 1942 : L'assassin a peur la nuit, de Jean Delannoy - 1943 : Après l'orage, de Pierre-Jean Ducis - 1943 : Le Voyageur de la Toussaint, de Louis Daquin - 1943 : Marie-Martine, de Albert Valentin - 1943 : Tristi Amori, de Carmine Gallone - 1943 : T'amero sempre, de Mario Camerini - 1943 : Le Soleil de minuit, de Bernard Roland - 1943 : Le mort ne reçoit plus, de Jean Tarride - 1943 : L'Homme de Londres, de Henri Decoin - 1943 : Béatrice devant le désir, de Jean de Marguenat - 1945 : Monsieur Grégoire s'évade, de Jacques Daniel-Norman - 1945 : Dorothée cherche l'amour, de Edmond T. Gréville - 1945 : Messieurs Ludovic, de Jean-Paul Le Chanois - 1946 : L'assassin n'est pas coupable, de René Delacroix - 1946 : Étoile sans lumière, de Marcel Blistène - 1946 : La Taverne du poisson couronné, de René Chanas - 1946 : Rêves d'amour, de Christian Stengel - 1946 : Désarroi, de Robert-Paul Dagan - 1947 : Si jeunesse savait, de André Cerf - 1949 : Tête blonde, de Maurice Cam - 1949 : Sans tambour ni trompette, de Roger Blanc - 1949 : Portrait d'un assassin, de Bernard Roland - 1949 : Pas de week-end pour notre amour, de Pierre Montazel - 1949 : Histoires extraordinaires, de Jean Faurez - 1949 : Vedettes en liberté, de Jacques Guillon - 1950 : Le Gang des tractions-arrière, de Jean Loubignac - 1951 : Les Maître-nageurs, de Henri Lepage |

## Teatro
- 1903 : La Mort du duc d'Enghien, de Léon Hennique, Teatro Antoine
- 1903 : Le Perroquet vert, de Arthur Schnitzler, Théâtre de l'Athénée
- 1903 : Roger la honte, de Jules Mary
- 1903 : L'Arlésienne, de Alphonse Daudet
- 1903 : La Duchesse des Folies-Bergères, de Georges Feydeau
- 1910 : Le Mariage de Mademoiselle Beulemans, de Fernand Wicheler y Frantz Fonson, Teatro Royal des Galeries Bruselas, Teatro de la Renaissance
- 1911 : Le Petit Café, de Tristan Bernard, Teatro del Palais-Royal
- 1913 : La Demoiselle de magasin, de Frantz Fonson, Théâtre du Gymnase Marie-Bell
- 1913 : Miquette et sa mère, de Robert de Flers y Gaston Arman de Caillavet
- 1913 : Occupe-toi d'Amélie, de Georges Feydeau
- 1920 : Et moi, j'te dis qu'elle t'a fait d'l'œil, de Maurice Hennequin y Pierre Veber, Teatro del Palais-Royal
- 1921 : La Huitième Femme de Barbe-Bleue, de Alfred Savoir, Teatro des Mathurins, Teatro de la Potinière, Teatro Michel
- 1921 : La Maîtresse imaginaire, de Félix Gandéra, Teatro de la Renaissance
- 1921 : La Demoiselle de magasin, de Frantz Fonson, Teatro des Arts
- 1921 : Simone est comme ça, de Yves Mirande y Alex Madis, Teatro des Capucines
- 1922 : Banco, de Alfred Savoir, Teatro de la Potinière
- 1922 : Le Béguin, de Pierre Wolff, Teatro del Vaudeville
- 1923 : La Couturière de Lunéville, de Alfred Savoir, Teatro del Vaudeville, Teatro Femina
- 1923 : La Huitième Femme de Barbe-Bleue, de Alfred Savoir, Teatro des Mathurins
- 1924 : Ce que femme veut, de Alfred Savoir y Étienne Rey, escenografía de Charlotte Lysès, Teatro des Mathurins
- 1924 : Le Chemin des écoliers, de André Birabeau, Teatro des Mathurins
- 1924 : La Grande Duchesse et le garçon d'étage, de Alfred Savoir, Teatro de l'Avenue
- 1924 : Banco, de Alfred Savoir, Théâtre des Variétés
- 1924 : Le Fruit vert, de Régis Gignoux y Jacques Théry, Théâtre des Variétés
- 1925 : L'Éternel Printemps, de Henri Duvernois y Max Maurey, Théâtre des Variétés
- 1925 : Parce que, de Jean Alley, Teatro des Mathurins
- 1926 : Monsieur de Saint-Obin, de André Picard y Harold Marsh Harwood, Théâtre des Variétés
- 1926 : Ta bouche, de Albert Willemetz, Maurice Yvain, Yves Mirande
- 1927 : Simone est comme ça, de Yves Mirande y Alex Madis, Teatro de l'Avenue
- 1927 : Baccara, de René Saunier, escenografía de Jules Berry, Teatro des Mathurins
- 1927 : La Livrée de Monsieur le Comte, de Francis de Croisset a partir de Melville Collins, Teatro de l'Avenue
- 1928 : Le Rabatteur, de Henri Falk, Teatro de l'Avenue
- 1928 : La vie est belle, de Marcel Achard, Teatro de la Madeleine
- 1929 : L'Homme de joie, de Paul Géraldy y Robert Spitzer, Teatro de la Madeleine
- 1929 : L'Aube, le jour et la nuit, de Dario Niccodemi
- 1929 : Chez les Chiens, de Alfred Savoir, Teatro de la Potinière
- 1929 : Banco, de Alfred Savoir, escenografía de Jules Berry, Teatro de la Potinière
- 1930 : Guignol, un cambrioleur, de Georges Berr y Louis Verneuil, Teatro de la Potinière
- 1930 : La vie est belle, de Marcel Achard, Teatro de la Potinière
- 1930 : Quick, de Félix Gandéra, Teatro de la Potinière
- 1930 : Institut de beauté, de J Valcler, Teatro de la Potinière
- 1930 : Le Pyjama, de Jules Rateau, Teatro de la Potinière
- 1931 : Déodat, de Henry Kistemaeckers, Teatro Édouard VII
- 1931 : Monsieur de Saint-Obin, de André Picard y Harold Marsh Harwood, Teatro Édouard VII
- 1931 : Bluff, de Georges Delance, Théâtre des Variétés
- 1932 : Cabrioles, de Roger Ferdinand, Teatro de l'Œuvre
- 1932 : Maria, de Alfred Savoir, Teatro des Ambassadeurs
- 1933 : El murciélago, de Johann Strauss (hijo) a partir de Henri Meilhac y Ludovic Halévy, escenografía de Max Reinhardt, Teatro Pigalle
- 1940 : Banco, de Alfred Savoir, Teatro Marigny
- 1950 : Cabrioles, de Roger Ferdinand, Teatro Édouard VII
- 1951 : Ce monde n'est pas fait pour les anges, de Pascal Bastia, Teatro Édouard VII